# Jennifer Lopez
Jennifer Lynn Lopez (n. 24 iulie 1969, New York City, New York, SUA), cunoscută și sub porecla J.Lo, este o cântăreață, actriță, dansatoare și femeie de afaceri americană. Lopez este considerată una dintre cele mai influente artiste ale generației sale, fiind recunoscută pentru faptul că a spart barierele pentru latino-americani la Hollywood, și a contribuit la promovarea mișcării pop latino în muzică. De asemenea, este cunoscută pentru impactul său asupra culturii populare prin intermediul modei, brandingului și schimbării standardelor mainstream de frumusețe.
Lopez a vândut peste 80 de milioane de discuri în întreaga lume, iar filmele sale au încasat în total peste 3,1 miliarde de dolari. Printre distincțiile sale se numără o stea pe Hollywood Walk of Fame, premiul Billboard Icon Award, trei premii American Music Awards, patru premii MTV Video Music Awards (inclusiv premiul Michael Jackson Video Vanguard Award) și șase recorduri mondiale Guinness. A fost clasată printre cele mai influente 100 de persoane din lume de către Time (2018) și printre cele mai puternice 100 de femei din lume de către Forbes (2012). Lopez are un număr mare de urmăritori pe rețelele de socializare, fiind una dintre cele mai urmărite persoane pe Instagram. Alte proiecte ale sale includ un brand de lifestyle, linii de produse de înfrumusețare și modă, parfumuri, o companie de producție și o fundație caritabilă.

## Tinerețea
Jennifer Lynn Lopez s-a născut pe 24 iulie 1969 în Bronx, un cartier al orașului New York, și a crescut în cartierul Castle Hill. Părinții ei, Guadalupe Rodríguez și David Lopez, s-au născut în Puerto Rico și s-au cunoscut în New York. După ce a servit în armată, David a lucrat ca tehnician IT la Guardian Insurance Company. Guadalupe a fost casnică în primii zece ani din viața lui Lopez, iar mai târziu a lucrat ca vânzătoare la Tupperware, și profesoară de grădiniță și gimnastică. Au divorțat în anii 1990, după 33 de ani de căsătorie.
Lopez este copilul mijlociu; are o soră mai mare, Leslie, și o soră mai mică, Lynda. Cele trei împărțeau aceeași cameră. Lopez a descris educația sa ca fiind „strictă”. A crescut într-o familie catolică; mergea la slujbă în fiecare duminică și a primit o educație catolică, frecventând Școala Holy Family și liceul privat pentru fete Preston High School. La școală, Lopez a practicat atletismul la nivel național, a participat la gimnastică și a făcut parte din echipa de softball. A dansat în musicaluri școlare și a jucat un rol principal în producția Godspell. S-a descris ca fiind „băiețoasă” și „foarte atletică”.

## Cariera

### Film și TV
Lopez a apărut în câteva seriale televizate de comedie precum South Central, Second Chances, și Hotel Malibu, iar debutul în cinematografie l-a făcut prin intermediul filmului Nurses on the Line: The Crash of Flight 7. Lopez s-a făcut remarcată prin rolul obținut în drama anului 1995, Familia mea și cel din filmul de acțiune Răpirea trenului cu bani. Lopez a jucat în producțiile lui Francis Ford Coppola din anul 1996, comedia Jack, alături de Robin Williams și trilerul din 1997 Sânge și vin, alături de Jack Nicholson. Lopez a interpretat rolul principal în filmul Selena, pentru care a obținut o nominalizare în cadrul premiilor Globul de Aur la categoria "Cea mai bună actriță - Muzical sau Comedie" în 1998. Ea a devenit astfel prima actriță de origine latină care a primit un onorariu de 1 milion de dolari pentru interpretarea dintr-un film. Unele dintre alte interpretări aclamate de către critici au fost: Pasiune periculoasă, Conexiune inversă, Un alt început și Să dansăm?. Două filme produse de către Lopez au fost bine-primite la unele festivale de film: El Cantante la Festivalul Internațional de Film de la Toronto, iar Orașul tăcerii la festivalul de la Bruxelles. Alte filme care au obținut succes moderat în care Lopez a jucat au fost: Eu cu cine mă mărit, Camerista, Soacra mea e o scorpie și Destul!. Totuși, producția Gigli s-a dovedit a fi o dezamăgire pentru critici și public. 
În luna aprilie a anului 2004, Lopez a jucat în sitcomul Will și Grace, de-a lungul finalului celui de-al șaselea sezon interpretându-se pe sine. Datorită apariției sale, serialul a obținut o audiență covărșitoare, care nu mai fusese atinsă de la apariția lui Elton John din 2002, iar Lopez a apărut și în primul episod din sezonul șapte. În luna mai a anului 2006, MTV a început difuzarea emisiunii DanceLife. Emisiunea prezintă viețile a șase concurenți care se luptă pentru a obține un contract în lumea dansatorilor profesioniști. Lopez, a avut un rol activ în selectarea participanților, iar de-a lungul emisiunii ea a avut mai multe apariții.
Lopez a avut o apariție în rolul de mentor în cadrul emisiunii American Idol pe data de 10 aprilie 2007.
Lopez este producătorul executiv al miniseriei numite după albumul său, "Como Ama Una Mujer". Aceasta a avut premiera la data de 30 octombrie 2007.

#### Averea și recorduri de vânzări
Jennifer Lopez este cea mai bine plătită actriță de origine hispanică din lume, încasând pentru un rol în film peste 15 milioane de dolari. Filmele în care a jucat au avut încasări record, precum Maid in Manhattan cu 94.001.225 $ și Shall We Dance cu 170.128.460 în box-office-ul internațional.
Jennifer Lopez a vândut peste 50 de milioane de albume în întreaga lume. Revista Forbes a estimat averea divei la 325 milioane de dolari, aceasta ocupând poziția a 7-a în topul celor mai bogate femei din industria muzicii.

### Muzică

#### On the 6(1999)
În vara anului 1998 a fost lansat filmul Out of Sight, producție în care alături de Lopez a fost distribuit actorul George Clooney. Pelicula s-a bucurat de succes, acumulând aproape optzeci de milioane de dolari americani din încasări, fiind și aclamat de critica de specialitate. Prestația sa din film a fost apreciată, primind o sumedenie de nominalizări la o serie de ceremonii, dar și un trofeu ALMA. În același an, artista și-a folosit vocea în filmul animat Antz, care a devenit un nou succes. În același timp, artista a început o relație cu interpretul de muzică hip hop Sean Combs, însă aceasta nu a fost confirmată decât un an mai târziu, pentru ca în anul 2000 să se despartă în urma unui scandal în care a fost implicat Combos. Mai mult, în 1999, Lopez și-a lansat primul album din carieră, intitulat On the 6, titlu ce face referire la linia de metrou 6 din New York, pe care cântăreața obișnuia să o folosească la începutul carierei sale.
Albumul de debut al divei On the 6 a fost lansat pe 1 iunie 1999 și a ajuns în Top 10 în Billboard 200. Mega hitul If You Had My Love încă de la momentul lansării s-a menținut pe poziția întâi timp de 32 de săptămâni, lucru nemaiîntâlnit la un alt artist până în 2003. Un alt cântec Waiting for Tonight a câștigat premiul MTV Best Dance Video a primit și nominalizare la Grammy. Albumul conține și un duet în limba spaniolă No Me Ames cu actualul său soț, cântărețul Marc Anthony care a primit 2 nominalizări la premiile Latin Grammy. Alt featuring al divei a fost cu hip-hop-erii Big Pun și Fat Joe pentru piesa Feelin'So Good. Cel de-al patrulea videoclip Let's Get Loud s-a filmat la Women's World Cup pe 10 iulie 1999, unde Jennifer a cântat live și a primit o altă nominalizare la premiile Grammy.

#### J. Lo(2001)
Cel de-al doilea album al divei J.Lo a fost lansat pe 23 ianuarie 2001 și a debutat pe locul întâi în Billboard 200. La scurt timp a fost lansat filmul The Wedding Planner care a ajuns pe locul 1,  astfel Jennifer Lopez devenea prima cântăreață-actriță din lume care avea un album și un film pe locul 1 în aceeași săptămână. Hitul Love Don't Cost a Thing a fost primul său single care a ajuns în Marea Britanie pe locul 1. Acesta a fost și sursa de inspirație pentru filmul cu același nume Love Don't Cost a Thing cu Nick Cannon soțul rivalei lui Jennifer Lopez Mariah Carrey. Nick Cannon a apărut și în filmul Shall We Dance având rolul unui asistent de detectiv. Deși prezența sa pe platou a fost de două zile acesta a declarat că au fost cele mai frumoase zile din viața lui deoarece a putut să lucreze cu o femeie extrem de frumoasă și talentată precum Jennifer. Surprinzător este faptul că în ciuda rivalității celor două dive, acestea împart același manager Benny Medina și aceeași asistenți personali la diferite festivități sau ceremonii. Următoarele clipuri au fost Play, I'm Real și Ain't It Funny care au ajuns imediat în top.

#### J to tha L-O!: The Remixes(2002)
După mega succesul albumului J.Lo, Jennifer a decis să lanseze un album complet remixat și anume J to the LO ! The Remixes apărut pe 5 februarie 2002. Albumul a debutat pe locul 1 în Billboard 200 devenind astfel primul album-remixat din istorie care a ajuns pe locul întâi și al patrulea din toate timpurile ca număr de vânzări după Michael Jackson, Beatles și Madonna.
Alte două videoclipuri au apărut Ain't It Funny cu Ja Rule și cu prezența în clip a unei alte cântărețe Ashanty și I'm Real tot cu Ja Rule unde Jennifer a și câștigat premiul MTV Best Hip-Hop Remix în 2002.

#### This Is Me... Then(2002)
Pe 26 noiembrie 2002 Jennifer Lopez a lansat cel de-al treilea album numit This Is Me... Then care a urcat pe locul doi în Billboard 200 și a conținut patru single-uri : Jenny From The Block cu Jadakiss și Styles P, All I Have cu LL Cool J, I'm Glad și Baby I Love You. 
Povestea clipului Jenny From The Block  a fost a doua încercare după I'm Real de a prezenta publicului adevărata personalitate a lui Jennifer Lopez, deoarece ziarele, televiziunile și revistele din întreaga lume o prezentau pe J.Lo ca fiind cea mai pretențioasă vedetă din lume, având un anturaj care însumau peste 20 de bodyguarzi, 10 asistente personale, make-up artiști, bucătari, hair-stiliști, cărători de bagaje, maseuri etc. Versurile melodiei se traduc prin: ,, Nu vă lăsați influențați de banii pe care îi am, eu rămân, eu rămân Jenny cea din Bloc, Am avut puțin, acum am foarte mult, însă niciodată nu voi uita de unde am plecat. Din videoclip a făcut parte și fostul ei logodnic  Ben Affleck deoarece relația lor din 2002-2004 a fost cea mai mediatizată din lume, fiind prezentată constant pe prima pagină a tabloidelor. Interesul fanilor pentru Jennifer Lopez s-a dovedit și de compania Yahoo care a emis un comunicat precizând că cele mai căutate cuvinte pe internet în anul 2002 au fost, desigur, Jennifer Lopez.

#### 2002 — 2005: Noi materiale discografie

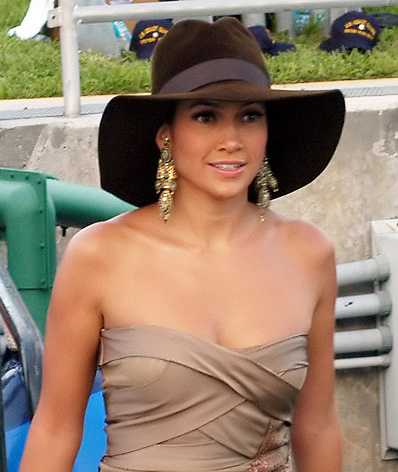
Jennifer Lopez în 2004

În luna iulie a anului 2002, Lopez și Judd au anunțat public decizia de a-și încheia mariajul, din informațiile publicate de presă reieșind faptul că despărțirea a avut loc amiabil, fiind consimțită de ambele părți. În aceeași perioadă, artista a început o relație cu actorul american Ben Affleck, pe care l-a cunoscut înainte de a începe filmările pentru pelicula Gigli, unde cei doi au fost distribuiți în rolurile principale. Cei doi și-au anunțat logodna în mod oficial în luna noiembrie a aceluiași an, fapt ce a coincis cu lansarea celui de-al treilea album de studio al cântăreței, This Is Me... Then. Considerat cel mai personal album al lui Lopez din întreaga sa carieră, acesta a fost precedat de promovarea discului single „Jenny From the Block”, prin intermediul căruia solista dorea să transmită publicului faptul că succesul și faima nu au schimbat-o. Înregistrarea s-a bucurat de succes, devenind un nou șlagăr la nivel global, ajutând materialul de proveniență să obțină clasări similare și vânzări semnificative. În acest sens, This Is Me... Then a debutat pe locul șase în Billboard 200, comercializându-se în peste 314.000 de exemplare în prima săptămână de disponibilitate, avansând ulterior până pe treapta secundă. Campania de promovare a materialului a continuat prin extragerea pe disc single a altor trei cântece: „All I Have” (în colaborare cu LL Cool J), „I'm Glad” și „Baby I Love U”. Dintre acestea cel mai mare succes a fost experimentat de „All I Have”, care a câștigat locul întâi în Billboard Hot 100, devenind ultima înregistrare a artistei ce reușește această performanță, în timp ce „I'm Glad” a câștigat un disc de aur în Australia, iar cel din urma a câștigat locul al treilea în Regatul Unit. Albumul s-a comercializat în peste șase milioane la nivel mondial și în aproximativ două milioane și jumătate în Statele Unite ale Americii, unde a fost recompensat cu dublu disc de platină. În cea de-a doua jumătate a anului 2003, a fost lansat filmul Gigli, pelicula marcând prima apariție cinematografică a lui Lopez de la succesul experimentat de Maid in Manhattan. Filmul a fost catalogat un eșec comercial, ocupând locul opt în Statele Unite ale Americii și acumulând puțin peste șapte milioane de dolari din încasări la nivel mondial. Mai mult, producția a fost blamată de critica de specialitate, publicația Time oferindu-i nota 0, fiind primul film din istorie care obține o astfel de catalogare. În urma insuccesului experimentat atât în rândul publicului, dar și ca urmare a valului de recenzii negative, filmul a fost nominalizat la nouă premii Zmeura de Aur, câștigând șase dintre acestea — și totodată pe cele mai importante — inclusiv trofeul la categoria „Cea mai slabă actriță”, exclusiv pentru prestația lui Lopez.

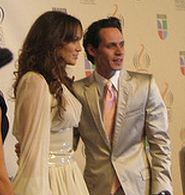
Lopez și Marc Anthony în 2007

Căsătoria dintre Affleck și Lopez urma să se materializeze pe data de 14 septembrie 2003 în Santa Barbara, însă ceremonia a fost anulată în ultimele momente, pentru ca la scurt timp, în ianuarie 2004, cuplul să își anunțe public decizia de a-și dizolva logodna și de a păși pe drumuri separate. La scurt timp, a fost lansat filmul Jersey Girl, din distribuția căruia făcea parte și Affleck. Asemeni precedentei colaborări dintre cei doi, producția a devenit un nou eșec comercial, depășindu-și cu puțin bugetul de producție, primind la rândul său o serie de nominalizări la Zmeura de Aur. În vara aceluiași an, artista s-a căsătorit în secret cu interpretul de muzică latino Marc Anthony, cu care colaborase anterior. La finele anului 2004, un nou film ce o prezenta pe Lopez a fost difuzat de cinematografe, Shall We Dance?, care a devenit unul dintre cele mai mari succese ale actriței, adunând peste 170 de milioane de dolari americani din încasări. Promovarea pentru cel de-al patrulea album de studio al lui Lopez a început în prima parte a anul 2005, fiind lansat în avans cântecul „Get Right”. Acesta a devenit un succes la nivel global, ocupând poziții notabile în majoritatea țărilor unde a activat, câștigând prima poziție în Regatul Unit și o serie de alte teritorii. Materialul de proveniență, intitulat Rebirth, a debutat pe locul doi în Billboard 200, comercializându-se în peste 261.000 de exemplare în primele șapte zile de disponibilitate. Cel de-al doilea extras pe single al albumului, „Hold You Down”, nu s-a bucurat de succesul sperat, ocupând poziții de top 10 doar în Regatul Unit. Albumul s-a comercializat în peste trei milioane de exemplare la nivel global, primind numeroase discuri de aură și platină. Un an mai târziu, artista a mai apărut în alte două filme Monster-in-Law și An Unfinished Life. În timp ce primul s-a dovedit a fi un succes în rândul publicului, depășindu-și bugetul de trei ori, cel de-al doilea a înregistrat încasări slabe, neintrând în primele zece poziții ale clasamentului Box Office din S.U.A..

#### 2009 — 2012: Revenirea în atenția publicului șiLove?

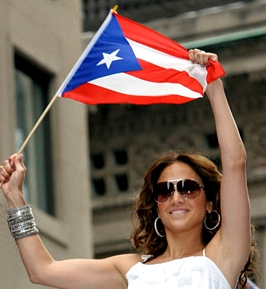
Jennifer Lopez ținând în mână steagul portorican, 2009

La scurt timp după insuccesul albumului Brave, Lopez a început să lucreze la un nou material de studio, începând că compună înregistrări încă din perioada sa de sarcină. Albumul, la care și-au adus contribuția producători precum Danja, Darkchild, Jim Jonsin Terius „The-Dream” Nash sau Tricky Stewart, era programat inițial pentru luna ianuarie a anului 2010. Anunțat inițial drept un album de compilație, mai multe informații au fost confirmate odată cu lansarea cântecului promoțional „Fresh Out the Oven”, o colaborare cu interpretul de muzică rap Pitbull. Compoziția s-a bucurat de succes în rândul ierarhiilor de muzică dance ale revistei Billboard, facilitând promovarea primului extras pe single al albumului, „Louboutins”. În ciuda numeroaselor interpretări live, înregistrarea nu s-a ridicat la nivelul așteptărilor, nereușind să intre în ierarhia americană Billboard Hot 100. Astfel, la scurt timp a fost anunțat faptul că solista și casa de discuri Epic Records — sub egida căreia și-a lansat toate celelalte materiale discografice — și-au încetat colaborarea, Lopez asigurând totodată publicul că va continua să prmoveze albumul. Intitulat Love?, albumul a fost amânat până la semnarea unui nou contract cu o casă de discuri. În aceeași perioadă, a avut loc lansarea filmului Plan de rezervă, peliculă în care artista a interpretat unul dintre rolurile principale. În ciuda recenziilor preponderent negative, proiectul s-a bucurat de atenție din partea publicului acumulând peste 77 de milioane de dolari din vânzarea de bilete, fiind și unul dintre cele mai bine vândute filme pe DVD.

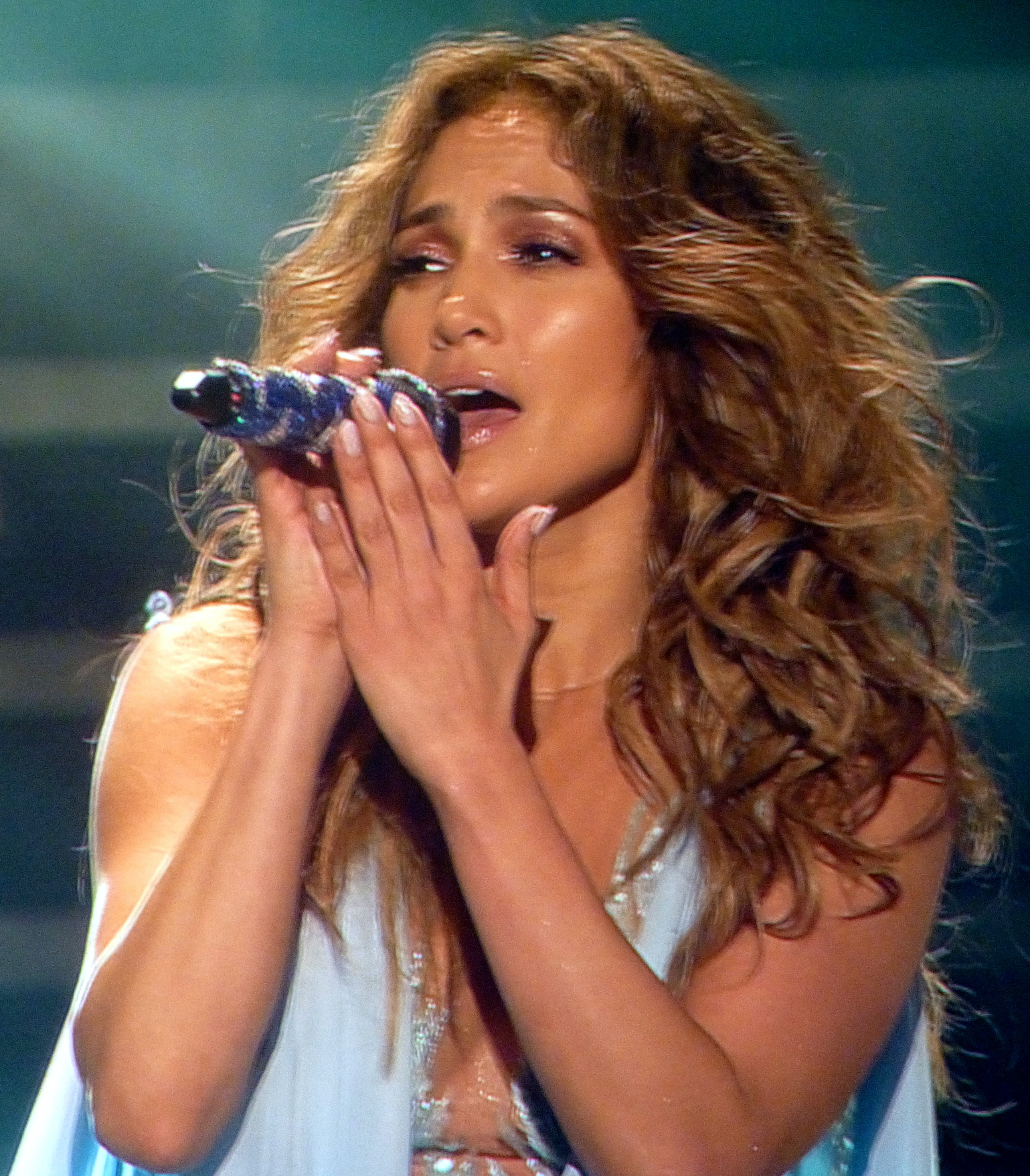
Lopez în timpul turneului său, Dance Again World Tour, la Paris, 2012

După semnarea unui contract cu casa de discuri Def Jam Recordings — confirmat pe data de 19 martie 2010 — Lopez s-a întors în studioul de înregistrări pentru a continua lucrul la materialul Love?. În acest sens, au fost aduși noi producători pentru a completa albumul, printre aceștia numărându-se Kuk Harrell, StarGate, RedOne sau Taio Cruz. În luna iunie a aceluiași an, artista a revenit în centrul atenției după ce în presă au apărut o serie de informații conform cărora urma să se alăture juriului emisiunii-concurs American Idol. Astfel de speculații au apărut și cu privire la spectacolul The X Factor, însă în septembrie 2010 a fost confirmată colaborarea lui Lopez cu American Idol. Primul extras pe single de pe noua versiune a materialului Love?, intitulat „On the Floor”, a avut premiera pe data de 18 ianuarie 2011, fiind lansat în format digital la nivel global la o lună distanță. Cântecul s-a bucurat de succes, devenind unul dintre cele mai cunoscute șlagăre ale lui Lopez la nivel mondial, ocupând locul întâi în majoritatea teritoriilor unde a activat (inclusiv Australia, Canada, Franța, Germania sau Regatul Unit), ocupând și poziția a treia în Billboard Hot 100, devenind prima reușită de top 10 a solistei în acest clasament din anul 2006. Al șaptelea album de studio al lui Lopez a fost lansat în perioada aprilie—mai 2011, bucurându-se de poziții înalte în majoritatea ierarhiilor unde a activat, comercializându-se în peste 155.000 de exemplare la nivel mondial în prima săptămână de disponibilitate, 83.000 de unități fiind distribuite doar în S.U.A.. Promovarea a continuat prin lansarea altor două extrase pe single — „I'm Into You” (în colaborare cu Lil Wayne) și „Papi” — care au activat notabil într-o serie de clasamente. Mai mult, solista și-a exprimat dorința de a iniția un turneu pentru a continua promovarea albumului Love?.
Pe data de 15 iulie 2011, Lopez și Marc Anthony și-au anunțat divorțul prin intermediul unui reprezentant comun, încheindu-și astfel mariajul de șapte ani, din informațiile furnizate revistei US Weekly cei doi declarând că acesta „este un moment dureros pentru toți cei implicați” și „apreciază respectul pentru intimitatea lor în aceste momente”. În aceeași perioadă, artista a început filmările pentru producție What to Expect When You're Expecting, care este programată să fie difuzată de cinematografe începând cu mai 2012.

## Discografie
- On the 6 (1999)
- J.Lo (2001)
- This Is Me... Then (2002)
- Rebirth (2005)
- Como Ama una Mujer (2007)
- Brave (2007)
- Love? (2011)
- A.K.A. (2014)
- This Is Me... Now (2024)

## Filmografie
- Nurses on the Line: The Crash of Flight 7 (1993)
- My Family (1995)
- Money Train (1995)
- Jack (1996)
- Blood and Wine (1996)
- Selena (1997)
- Anaconda (1997)
- U Turn (1997)
- Out of Sight (1998)
- Antz (1998)
- The Cell (2000)
- The Wedding Planner (2001)
- Angel Eyes (2001)
- Enough (2002)
- Maid in Manhattan (2002)
- Gigli (2003)
- Shall We Dance? (2004)
- Monster-in-Law (2005)
- An Unfinished Life (2005)
- El Cantante (2006)
- Bordertown (2007)
- The Back-up Plan (2010)
- What to Expect When You're Expecting (2012)
- Ice Age: Continental Drift (2012)
- Parker (2013)
- The Boy Next Door (2015)
- Lila & Eve (2015)
- Home (2015)
- Ice Age: Collision Course (2016)
- Second Act (2018)
- Hustlers (2019)
- Marry Me (2022)
- Shotgun Wedding (2022)
- The Mother (2023)
- This Is Me... Now: A Love Story (2024)
- Atlas (2024)
- Unstoppable (2024)
- Kiss of the Spider Woman (2025)
- Office Romance (2026)
- The Last Mrs.Parrish (2026)